# Dương Chí Liệt
Dương Chí Liệt (chữ Hán: 杨志烈, ? – ?) là thủ lĩnh người Giao Châu khởi nghĩa chống lại ách đô hộ của nhà Đường.
Ông quê quán ở Long Biên, Giao Châu, tổ tiên vốn là dòng dõi hào trưởng lâu đời. Cha của ông là Dương Thanh được nhà Đường cử làm Thứ sử Hoan Châu. Năm 819, nhân được giao 3.000 quân đi đánh người Tày, Nùng, Tráng ở Hoàng Động (nay thuộc vùng Tây Bắc Việt Nam), ông cùng cha mình và thủ hạ thân tín là Đỗ Sĩ Giao đồng mưu kêu gọi binh sĩ không nên đi đánh người Hoàng Động mà phản lại Lý Tượng Cổ. Được các binh sĩ ủng hộ, hai cha con bèn mang quân về đánh chiếm phủ thành Tống Bình, giết chết quan đô hộ Lý Tượng Cổ, vợ con cùng hàng nghìn quan lại và thuộc hạ trong phủ. Rồi phát binh đánh chiếm toàn cõi Giao Châu khiến An Nam đô hộ phủ của nhà Đường bị rúng động.
Dương Thanh về sau bị tướng nhà Đường Quế Trọng Vũ đánh bại, con trai là Dương Chí Trinh bị bắt và xử tử vào năm 820. Tuy vậy Đỗ Sĩ Giao vẫn ủng hộ lập Dương Chí Liệt lên làm thủ lĩnh nghĩa quân và rút lui về Tao Khê ở Trường Châu (nay thuộc tỉnh Ninh Bình, Việt Nam) hòng bảo toàn lực lượng tiếp tục cuộc chiến chống lại nhà Đường.  Nhưng chẳng được bao lâu vì thế lực suy yếu, quân lương cạn kiệt nên ông đành dẫn toàn quân ra đầu hàng triều đình nhà Đường. Không rõ số phận lúc cuối đời của ông ra sao.